# 大阪市立科学館
大阪市立科学館（おおさかしりつかがくかん）は、大阪市北区中之島にある科学館。テーマは「宇宙とエネルギー」。

## 概要
大阪市制100周年事業として、関西電力から65億円の建物設備の寄付を受けて1989年に開館した。「夢宙ときめき館」という愛称を使用していた時期もあった。
前身は、日本初の科学館であり、初めてプラネタリウムを導入した大阪市立電気科学館（開館は戦前の1927年）である。
科学館が所在する中之島4丁目にはかつて大阪大学理学部があり、後にノーベル賞を受賞する湯川秀樹が中間子論を構想した。日本で初めて天体電波観測が行われた地ともいわれ、関連する資料の収集や研究を積極的に行われている。
常設展示では参加型を中心に200のアイテムがあるほか、サイエンスショーなどが行われている。2008年7月18日には展示場がリニューアルされ、1928年に東洋最初のロボット（人造人間）とされた學天則を復元した実物大の動態模型が公開された。友の会は会員1050人、ジュニアクラブで170人を擁する。科学の書籍やグッズを販売するショップとカフェを併設する。
プラネタリウムは過去に数回リニューアルされており、2022年2月のリニューアルで全天周映像システムMediaGlobeΣ SE（コニカミノルタプラネタリウム社）と連動する形で、スペースエンジンにSkyExplorer（RSACosmos社）、プロジェクターにGTZ380 (SONY) を導入した。
また、収蔵資料として日本初のプラネタリウム（カールツァイスII型）や、大阪大学で使われたコッククロフト・ウォルトン型加速器、日本初の本格的化学研究所である舎蜜局（せいみきょく）についての資料、戦前からの電気計測器や電気設備に関する資料などのコレクションを持つ。また、戦前からの天文学を中心とする普及書籍・雑誌のコレクションは西日本随一である。

エレベーターホール

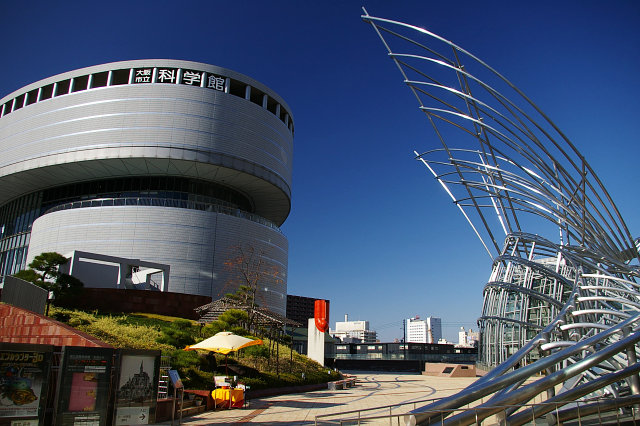
大阪市立科学館と国立国際美術館

なお、同科学館の建設費や改装費などに充てる目的で、大阪市が関西電力から1989年以降、72億円を超す寄付を受けていたと、2012年になって新聞各社が報道、寄付金は電気料金から支出されていることもあって、問題視されているとした。しかし、科学館の前身である大阪市立電気科学館は関西電力の母体である旧大阪市電気局が設立に関わっており、その歴史的関係について記事では触れられていない。

## 建築概要
- 設立：1989年
- 竣工：1989年
- 設計：竹中工務店
- 延床面積：8,920.79m2
- 敷地面積：16,086.75m2
- 建築面積：3,165.78m2
- 所在地：〒530-0005 大阪府大阪市北区中之島4-2-1

## 展示場概要
館内は4階から地下1階まである。
４F 宇宙とその発見太陽系をはじめとする宇宙、大阪の科学史、古代から20世紀初頭までの科学の発展が展示されている。
３F 身近に化学鉱物、宝石、結晶、プラスチック、繊維、生薬と合成薬、匂いを化学的に展示している。図書コーナーもこの階にある。サイエンスショーもこの階で行われる。
２F おやこで科学ボールの運動、風、鏡、音を親子で楽しめる様になっている。
1F 電気とエネルギーこの階に入り口があり、入り口附近には学天則と呼ばれる東洋初のロボットがいる。コンピュータや電気に関する展示を行っている。
地下1階 展示物実物資料や模型などが展示されている。プラネタリウムもこの階にある。

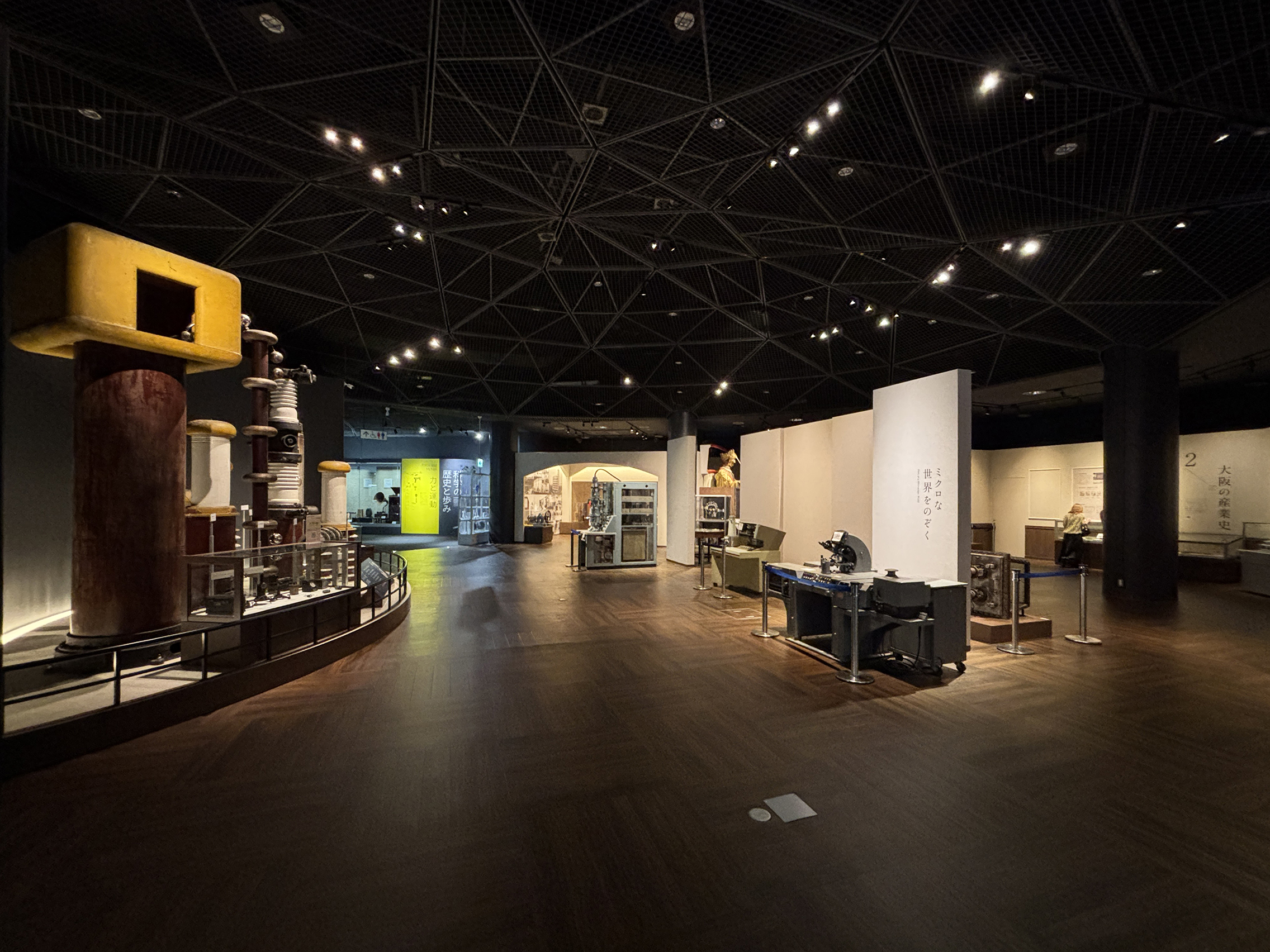
4階
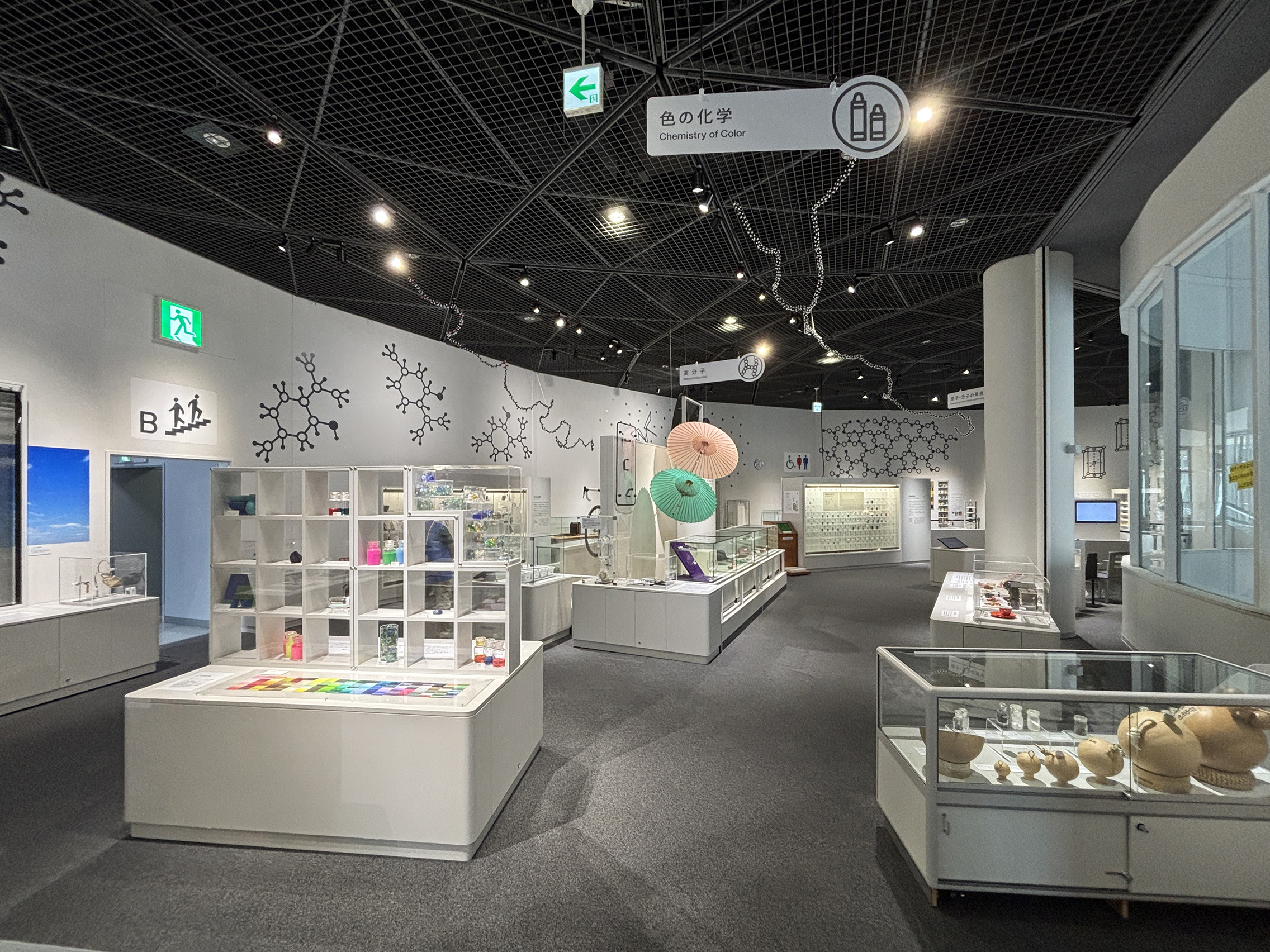
3階
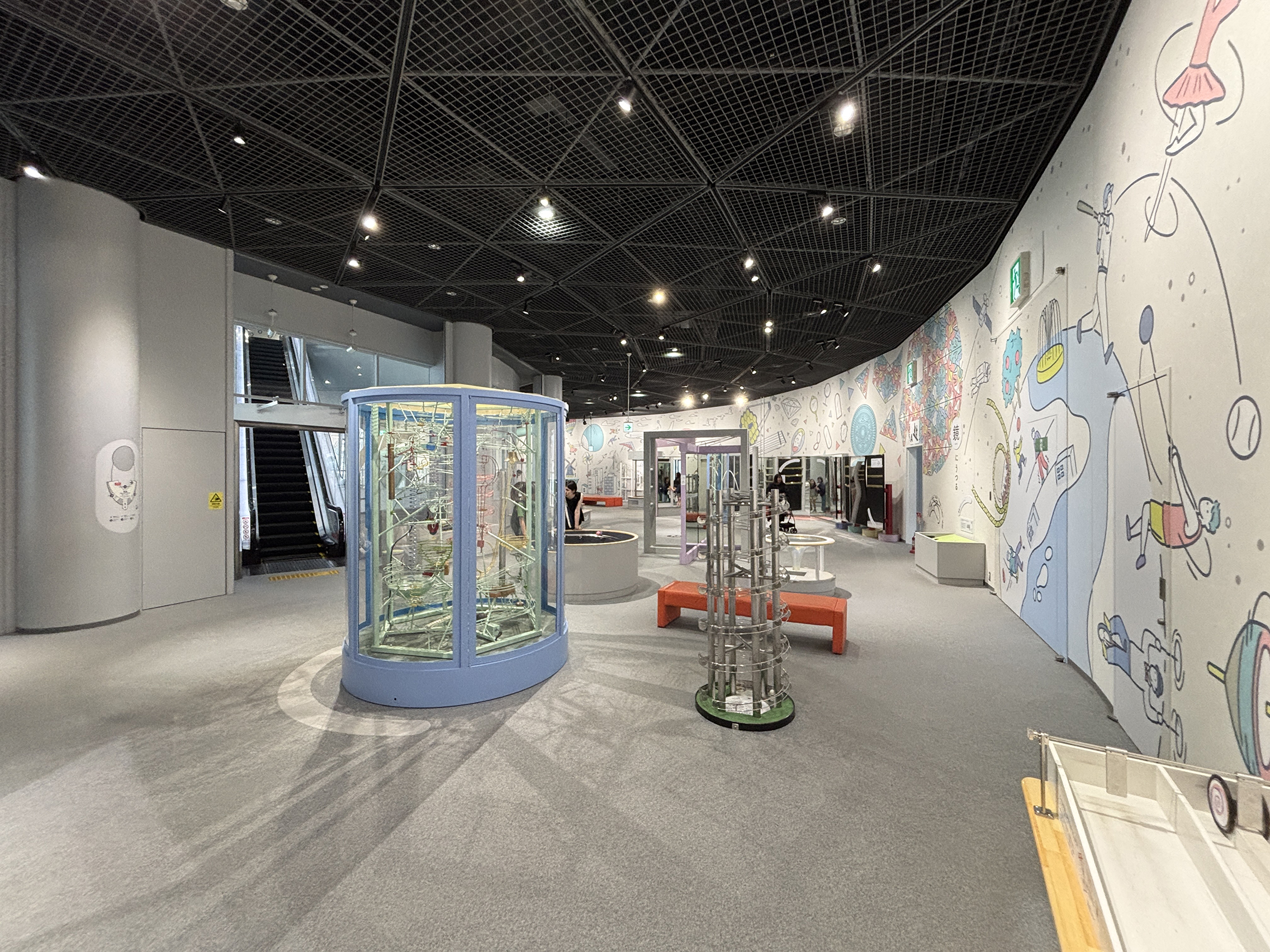
2階
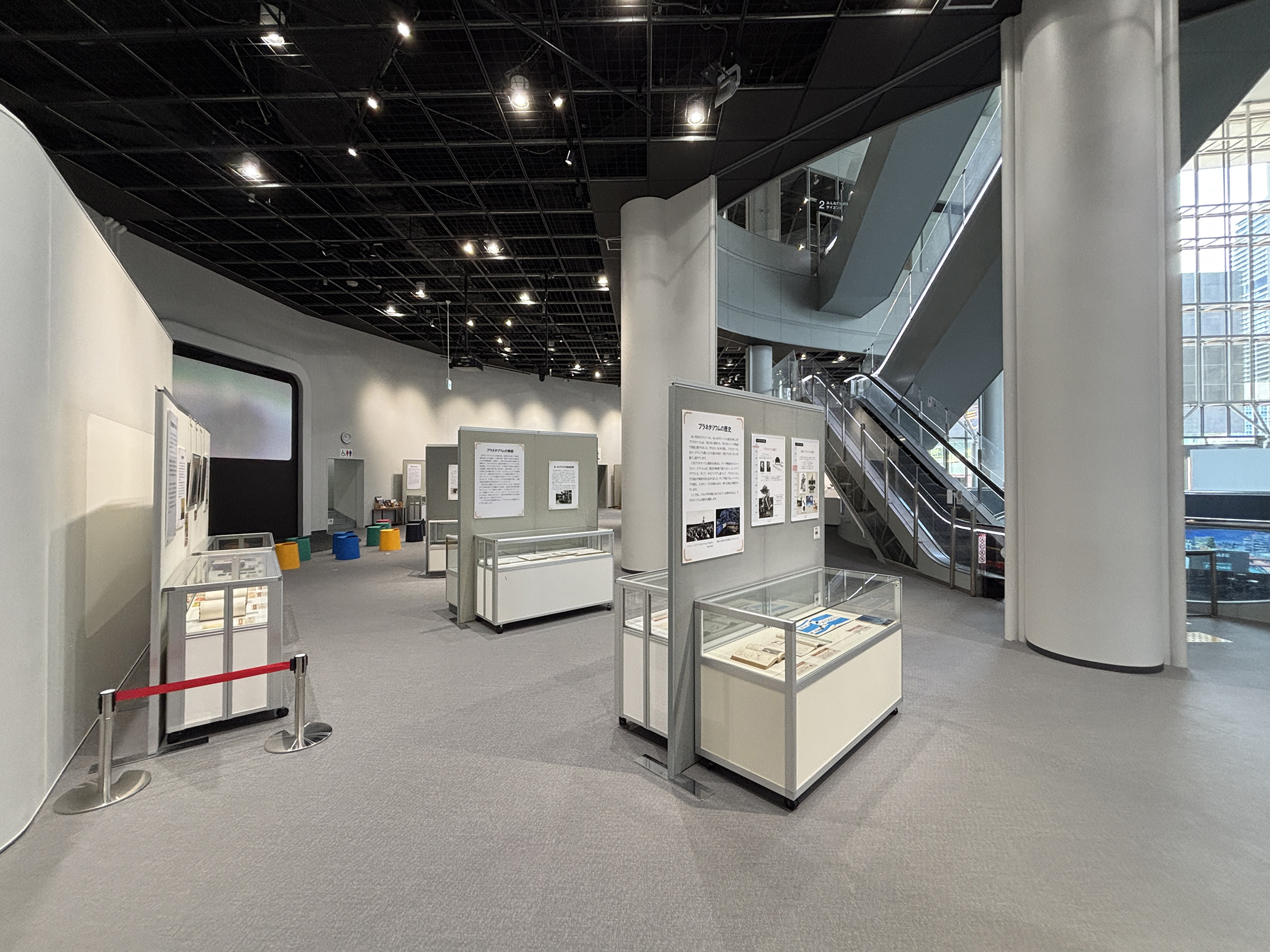
1階

## 沿革
- 1983年8月25日 - 大阪市制100周年記念事業の基本構想に新たな科学技術館の新設を盛り込む[6]。
- 1986年9月29日 - 関西電力が市制100周年事業に賛同し科学技術館の寄贈を申し出る[6]。
- 1988年1月27日 - 建設工事着工[6]。
- 1989年
  - 4月1日 - 大阪市立科学館条例設定、科学技術館の正式名称を「大阪市立科学館」に決定[6]。
  - 10月7日 - 開館[6]。
- 1994年7月29日 - 第1次展示改装全面オープン[6]。
- 1999年10月7日 - 第2次展示改装オープン[6]。
- 2004年7月7日 - プラネタリウム機器リニューアル、初代機器「インフィニウムα」に代わり「インフィニウムL-OSAKA」（コニカミノルタプラネタリウム）を導入[6][7]。
- 2010年2月1日 - 大阪科学振興協会が指定管理者となる[6]。
- 2018年
  - 3月30日 - 大規模改修に伴い展示場休止[8]。
  - 12月1日 - プラネタリウム休館[9]。
- 2019年3月30日 - 第3次改装オープン[10]、3代目プラネタリウム「インフィニウムΣ-OSAKA」（コニカミノルタプラネタリウム）導入[11]。
- 2019年4月1日 - (地独)大阪市博物館機構による運営に移行
- 2022年2月2日 - プラネタリウム（全天周映像システム）のスペースエンジン、メディアサーバー、レーザープロジェクター、デジタル音響システム、シート等をリニューアル[2]。
- 2023年11月6日 - 改装工事に伴い、全館展示休止（2024年夏までを予定）[12]。

## プログラム
- 「宇宙ヒストリア～138億年、原子の旅～」…トンプソン・アイミを起用した。

## 館長
- 中野董夫（初代、元大阪市立大学教授）
- 宮本重徳（二代、元大阪大学名誉教授）
- 伊藤公一（三代、元大阪市立大学教授）
- 高橋憲明（四代、元大阪大学教授）
- 加藤賢一（五代、元大阪市立科学館学芸員）
- 齋藤吉彦（六代、元大阪市立科学館学芸員）
- 吉岡克己（現、前大阪市立科学館副館長）

## 交通アクセス
- 渡辺橋駅 西へ約350m、中之島駅 東へ約450m
- 肥後橋駅 西へ約500m
- 福島駅 南へ約800m
- 大阪シティバス53号系統、75号系統 田蓑橋停留所 南へ150m、88号系統 土佐堀一丁目停留所 北へ400m
- 北港観光バス（中之島ループバス）市立科学館・国立国際美術館前停留所すぐ
- 中之島西出入口・土佐堀出口・福島出入口